# Thomas Gilbert
Thomas Gilbert war ein Kapitän der britischen Handelsmarine des 18. Jahrhunderts. Er führte 1788 mit seinem zur First Fleet gehörenden Schiff Charlotte und mit Kapitän John Marshall und dessen Schiff Scarborough einen der Sträflingtransporte durch, die zwischen Botany Bay (Australien) und Kanton in China im Pazifik stattfanden.
Am 17. Juni 1788 sichtete er die Atolle Aranuka, Kuria, Abaiang und am 20. Juni 1788 Tarawa aus der Inselgruppe der Gilbertinseln. Diesen Namen erhielten sie ihm zu Ehren gegen 1820 von Admiral Adam Johann von Krusenstern und von Kapitän Louis Isidore Duperrey, obwohl Gilbert die Inseln weder entdeckt noch erforscht hatte. Heute bilden sie den Inselstaat Kiribati.

## Werke
- Voyage from New South Wales to Canton in the year 1788. With views of the islands discovered. Israel u. a., Amsterdam 1968. Nachdruck der Ausgabe: London 1789. (Bibliotheca Australiana. 44, Thomas Gilbert).
- Gilbert’s Tagebuch seiner Reise von Neu-Süd-Wales nach Canton. In: Arthur Philipp’s neueste Reise nach der Botany-Bay, Port-Jackson und der Norfolks-Insel in den Jahren 1787 und 1788 ... als e. Forts. d. Cookischen Reisen um die Welt. Weigel und Schneider, Leipzig 1791.